# Malfa
Malfa este o comună în provincia Messina, regiunea Sicilia, Italia.
Împreună cu comunele Santa Marina Salina și Leni administrează insula Salina.
Împreună cu insulele Lipari, Vulcano, Panarea, Stromboli, Filicudi și Alicudi apărține de grupa Insulelor Eoliene. 

## Demografie
Malfa - evoluția demografică

|  | Graficele sunt indisponibile din cauza unor probleme tehnice. Mai multe informații se găsesc la Phabricator și la wiki-ul MediaWiki. |

Date: Recensăminte sau birourile de statistică - grafică realizată de Wikipedia